# Самерс (Ајова)
Самерс (енгл. Somers) град је у америчкој савезној држави Ајова. По попису становништва из 2010. у њему је живело 113 становника.

## Демографија
Према попису становништва из 2010. у граду је живело 113 становника, што је -52 (-31.5%) становника више него 2000. године.
| Група             | 2000.       | 2010.       |
| Белци             | 159 (96,4%) | 108 (95,6%) |
| Афроамериканци    | 1 (0,6%)    | 0 (0,0%)    |
| Азијати           | 0 (0,0%)    | 1 (0,9%)    |
| Хиспаноамериканци | 5 (3,0%)    | 0 (0,0%)    |
| Укупно            | 165         | 113         |